# United Nations African Union Mission in Darfur
African Union/United Nations Hybrid operation in Darfur (UNAMID) er en fælles fredsbevarende FN og AU-mission, som formelt er blevet godkendt af FN's sikkerhedsråd 31. juli 2007 gennem resolution nr. 1769. Formålet med missionen er at skabe sikkerhed og stabilitet i den krigshærgede Darfurregion i Sudan, mens fredsforhandlingerne mellem konfliktens parter er i gang. Som udgangspunkt lyder mandatet på 12 måneder, dvs. indtil 31. juli 2008, og styrken skal være på omkring 26.000 soldater, der skal indsættes i regionen i løbet af oktober 2007. Det er planen at de 7.000 soldater, der allerede er udstationeret i Darfur som led i AMIS-missionen, skal overføres til UNAMID 31. december 2007.
Styrken skal bestå af et militært personel på op til 19.555 personer og en politistyrke på op til 3.772 police. Det vil være tilladt for de fredsbevarende tropper at benytte magtmidler for at beskytte civile og humanitære operationer. UNAMID vil være den første fælles FN/AU styrke og den mest omfangsrige fredsmission. 

## Deltagere
Den 12. august 2007 erklærede den Afrikanske Unions formand Alpha Oumar Konare, at UNAMID sandsynligvis udelukkende ville komme til at bestå af tropper fra afrikanske lande. Alligevel har også en række ikke-afrikanske lande tilkendegivet at de kan bidrage til UNAMID. Følgende lande har meldt sig til missionen:
| - Bangladesh - Burkina Faso - Cameroun - Kina - Danmark - Djibouti - Egypten | - Etiopien - Frankrig - Ghana - Indonesien - Irland - Jordan - Malaysia | - Nepal - Nederlandene - Nigeria - Norge - Pakistan - Rwanda | - Senegal - Sverige - Tanzania - Thailand - Uganda - Storbritannien |